# Grigori Xélikhov
Grigori Ivànovitx Xélikhov o Xélekhov (en rus, Григорий Иванович Ше́лихов o Шелехов) (Rilsk, gubèrnia de Kursk, 20 de juliol de 1747 – Irkutsk, 31 de juliol de 1795) va ser un mariner i comerciant rus, un dels primers colonitzadors de l'Alaska russa.

## Biografia

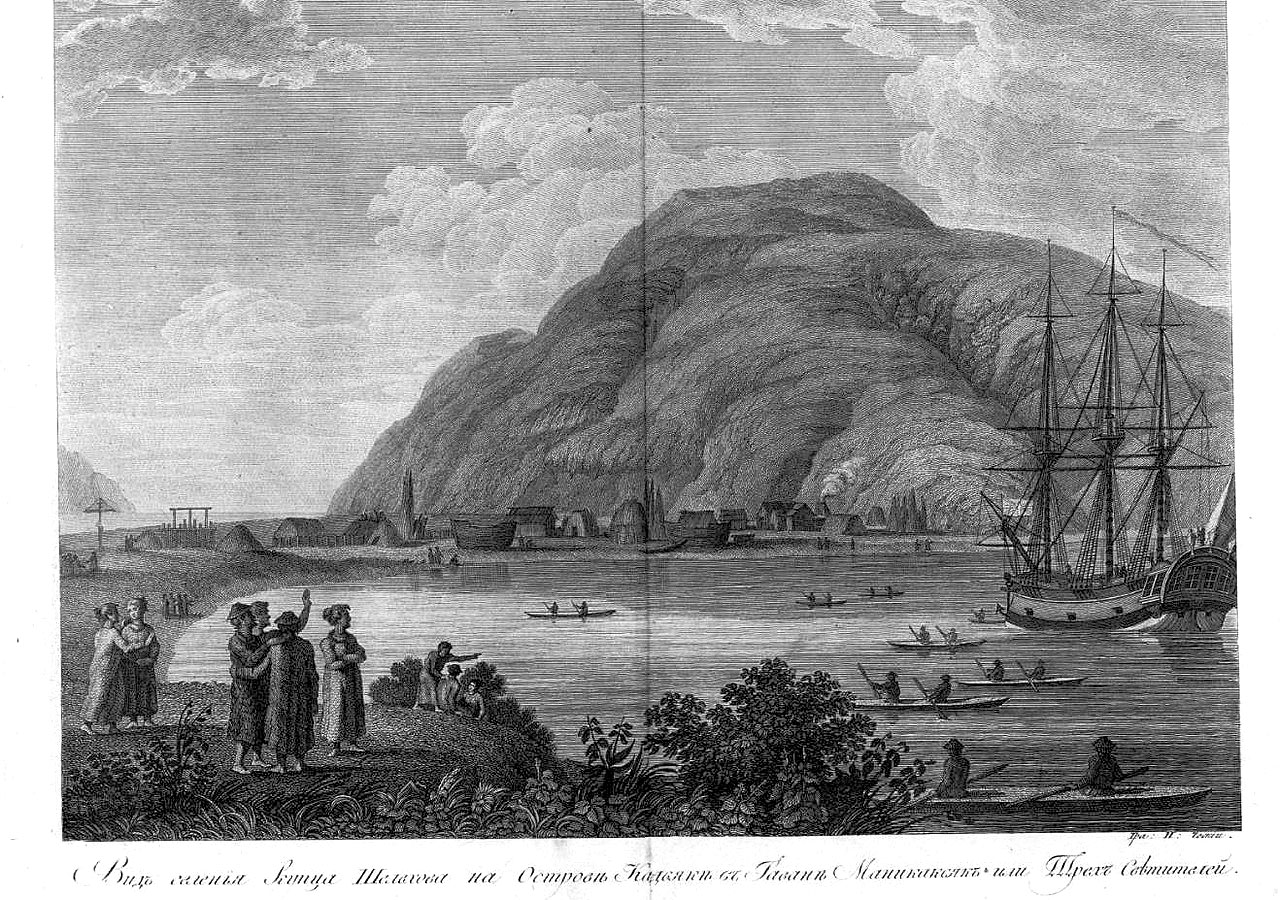
L'assentament de Grigori Xélikhov a l'illa Kodiak

Grigori Xélikhov organitzà diversos viatges comercials amb vaixells mercants cap a les illes Kurils i les illes Aleutianes a partir de 1775. Entre 1783 i 1786 va dirigir una expedició a les costes de l'Amèrica russa durant la qual va fundar el primer assentament rus a l'Amèrica del Nord. El viatge de Xélikhov es va realitzar sota els auspicis de l'anomenada Companyia Xélikhov-Gólikov, la qual posteriorment formaria la base de la Companyia Russo-Americana, fundada el 1799.
El 1784 Grigori Xélikhov arribà a la badia Three Saints, a l'illa Kodiak, amb dos vaixells, el Tri Sveti i l'Sviatoi Simon. Els indígenes koniagues, una nació d'alutiiqs nadius d'Alaska, van fustigar l'expedició de Xélikhov, que va respondre matant-ne centenars i prenent ostatges per sotmetre la resta, cosa que va permetre dominar les illes de l'arxipèlag. Una vegada establerta l'autoritat sobre l'illa de Kodiak, Xélikhov fundà el segon assentament permanent rus a Alaska a la badia de Three Saints (Unalaska existia des de molt abans, però mai va ser considerada una base permanent per als russos fins a l'arribada de Xélikhov).
El 1790 Xélikhov tornà a Rússia per assegurar-se una carta de monopoli de la caça, deixant com a encarregat Aleksandr Barànov.

## Reconeixements

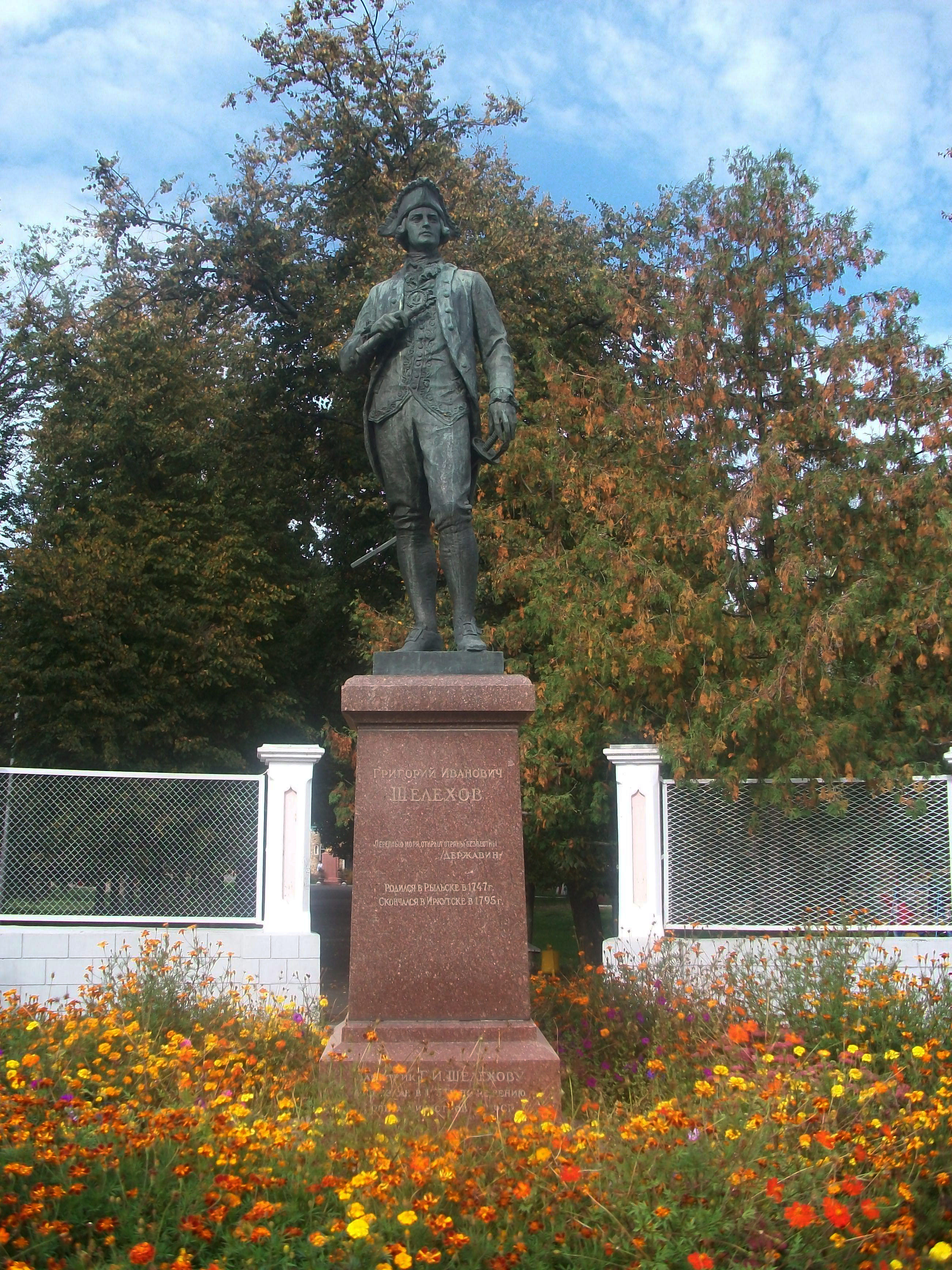
Estàtua dedicada a Xélikhov a la seva vila natal, Rilsk

En honor seu diversos accidents geogràfics duen el seu nom: 
- el golf de Xélikhov, un gran golf asiàtic localitzat a la part nord-oriental del mar d'Okhotsk;
- la badia de Xélikhov, una petita badia asiàtica localitzada al mar d'Okhotsk, a la costa nord-oest de l'illa de Paramuixir, una de les Kurils;
- l'estret de Xélikhov, un estret estatunidenc situat entre Alaska i l'illa de Kodiak.
- la ciutat russa de Xélikhov, a l'óblast d'Irkutsk, a l'oest del llac Baikal.

Hi ha una estàtua dedicada a ell a la seva ciutat natal, Rilsk.